# Scandalo europeo del calcioscommesse del 2009
Lo scandalo europeo del calcioscommesse del 2009 fu uno scandalo che coinvolse diverse leghe calcistiche europee, mirato a truffare le agenzie di scommesse tramite delle combine. L'indagine si focalizzò su circa duecento incontri, tra cui partite di campionati nazionali in nove Paesi europei (Germania, Belgio, Svizzera, Croazia, Slovenia, Turchia, Ungheria, Bosnia-Erzegovina ed Austria ), dodici partite di qualificazione all'Europa League e tre alla Champions League. Peter Limacher, portavoce della UEFA, lo ha descritto come "il più grande scandalo di partite truccate che abbia mai colpito l'Europa".
(Gianni Infantino, 20 novembre 2009)

## Antefatti
Nel marzo 2009 la UEFA ha comunicato l'esistenza di accuse mosse contro un club europeo senza nome, rivelatosi poi l'FK Pobeda Prilep riguardanti un caso di combine in una partita pareggiata contro l'FC Pyunik nel 2004. Di conseguenza, il club fu squalificato per otto anni da tutte le competizioni europee, mentre il presidente del club Aleksandar Zabrčanec e l'ex capitano Nikolce Zdravevski vennero squalificati a vita. L'allora presidente della UEFA Michel Platini rivelò successivamente che l'organizzazione avrebbe intensificato i suoi sforzi per sradicare le partite truccate dal gioco, e che sarebbero stati monitorati 27.000 incontri nella stagione 2009-10.
(Michel Platini)

## Indagini ed arresti
La truffa fu scoperta attraverso intercettazioni telefoniche della criminalità organizzata ed è stata analizzata da parte dell'Ufficio della Pubblica Accusa di Bochum, in Germania. Il 19 novembre 2009 sono stati condotti una serie di irruzioni collegate alle indagini nel Regno Unito, in Germania, in Svizzera e in Austria che hanno condotto a quindici arresti in territorio tedesco e altri due in territorio elvetico, così come al sequestro di denaro e varie proprietà.
Il 28 novembre 2009 Patrick Neumann, capitano dell'SC Verl confessò il suo coinvolgimento nello scandalo e fece il nome di Daniel Telenga, attaccante in forza all'FC Gütersloh. Neumann venne sospeso dopo un comunicato del suo club.

### Partite indagate dalla UEFA
Tutti gli incontri sono stati disputati nel 2009.
| Competizione o Paese  | Numero di partite indagate | Livello della competizione                     |
| --------------------- | -------------------------- | ---------------------------------------------- |
| Austria               | 11                         | Fußball-Bundesliga, Erste Liga                 |
| Belgio                | 17                         | Tweede klasse                                  |
| Bosnia ed Erzegovina  | 8                          | Premijer Liga                                  |
| Croazia               | 14                         | Prva HNL                                       |
| Germania              | 32                         | 2. Bundesliga, 3. Liga, Regionalliga, Oberliga |
| Slovenia              | 7                          | 1. SNL                                         |
| Svizzera              | 22                         | Challenge League                               |
| Turchia               | 29                         | Süper Lig                                      |
| Ungheria              | 13                         | NBI                                            |
| UEFA Champions League | 3                          | Qualificazioni                                 |
| UEFA Europa League    | 12                         | Qualificazioni                                 |

Il 25 novembre 2009 la UEFA ha rivelato che sette gare disputate nelle competizioni europee saranno analizzate in maggior dettaglio e che cinque club, ovvero KF Tirana, Dinaburg, Vllaznia, NK IB Ljubljana e Budapest Honvéd, sono stati oggetto di indagine. Ha inoltre rivelato che stava conducendo le proprie indagini su tre arbitri e un altro individuo connessi all'organizzazione stessa.